# Rudy Lawless
Rudy Lawless (* 1932 oder 1933; † 21. Februar 2017 in New York City) war ein US-amerikanischer Jazz-Schlagzeuger.
Lawless, der als Schlagzeuger weitgehend Autodidakt war, hatte außerdem Unterricht bei Roy Haynes. Mit 16 Jahren tourte er mit Eddie Durham; 1960 entstanden in New York City erste Plattenaufnahmen mit Jimmy Neely (Misirlou). In den 1960er-Jahren arbeitete er u. a. mit Betty Roche, Etta Jones, Junior Mance und Freddie McCoy (Spider Man, 1966); mit Mary Lou Williams hatte er ein Engagement im Jazzclub Hickory House auf der New Yorker 52nd Street. In den 1970er-Jahren spielte er u. a. mit Hazel Scott und Dakota Staton; von 1988 bis 1990 lebte Lawless in Tokyo. Nach seiner Rückkehr nach New York trat er regelmäßig mit eigenen Ensembles in Clubs mit Sängern wie Keisha St. Joan und George Jackson auf, u. a. auch im Jazzclub Le Cave On First als Mitglied des Donald Smith Trio (mit Bob Cunningham). 2015 entstanden Aufnahmen mit dem Pianisten Danny Mixon (Pass It On); danach musste er krankheitsbedingt seine Musikerkarriere beenden. Er starb 2017 im New Yorker Bellevue Krankenhaus im Alter von 84 Jahren. Im Bereich des Jazz war er von 1960 bis 2015 an 14 Aufnahmesessions beteiligt.